# Bernardia oblanceolata
Bernardia oblanceolata är en törelväxtart som beskrevs av Cyrus Longworth Lundell. Bernardia oblanceolata ingår i släktet Bernardia och familjen törelväxter. Inga underarter finns listade i Catalogue of Life.